# Business Process Reengineering
Business Process Reengineering são melhorias que visam uma aproximação da gerência por meio do aumento da eficiência e a eficácia dos processos no qual existem dentro das organizações.